# On a tous besoin d'amour (chanson)
Singles par Johnny Hallyday
Pauvres Diables (Vous les femmes)
(2001) Tous ensemble
(2002)
On a tous besoin d'amour est une chanson de Clémence & Johnny (Clémence Saint-Preux et Johnny Hallyday), sortie en single fin 2001. Elle s'est classée à la 4e place des ventes en France.

## Développement et composition
La chanson a été écrite par Jean-Paul Dréau et Saint-Preux. L'enregistrement a été co-produit par Saint-Preux et Chema Production.
On a tous besoin d'amour est présent dans le conte musical Jeanne la romantique de Saint-Preux parut en 2008.

## Liste des pistes
Single CD (2001, Universal référence 192 882-2 - et aussi Ariane Music référence 16053, / France)
1. On a tous besoin d'amour (Version radio) (3:35)
2. On a tous besoin d'amour (Version clip) (4:05)
3. On a tous besoin d'amour (Orchestral) (3:39)[4]

## Classements
| Classement (2001)                       | Meilleure position |
| --------------------------------------- | ------------------ |
| Belgique (Wallonie Ultratop 50 Singles) | 3                  |
| France (SNEP)                           | 4                  |